# Lara Croft Go
Lara Croft GO – покрокова відеогра-головоломка, розроблена канадською студією Square Enix Montreal та випущена японською міжнародною компанією Square Enix. Гра вийшла на iOS, Android і Windows 10 Mobile 27 серпня 2015 року, на Microsoft Windows, macOS, Linux, PlayStation 4 і PlayStation Vita - 3 і 4 вересня 2016 року. Суть гри полягає в тому, що гравець, керуючи Ларою Крофт, повинен подолати карту-головоломку та дістатися до виходу, долаючи різного роду перешкоди та вдаючись до різних логічних рішень. Гра є духовним спадкоємцем Hitman GO від 2014 року.
Гра отримала загалом позитивні відгуки від критиків. Найбільш високо були оцінені естетика та дизайн головоломки, але критикували її коротку довжину та незбалансований рівень складності. Тим не менш, Lara Croft GO отримала нагороду на Apple Design Awards 2016 та була визнана найкращою грою для мобільних телефонів на The Game Awards 2015.

## Ігровий процес
Lara Croft GO - покрокова відеогра-головоломка. Її основний ігровий процес та управління практично повністю аналогічні попереднику - Hitman GO. Рівні складаються із взаємозалежних вузлів та ліній. Гравець керує головною героїнею серії Tomb Raider - Ларою Крофт. Гравець і довкілля (на зразок противників) змінюються один за одним, в яких один відпочиває, а інший рухається. Використовуючи сенсорне управління на мобільних пристроях, гравець проводить пальцем по лінії в тому напрямку, куди має йти Лара. Поки Крофт стоїть на місці, вороги одночасно роблять хід.
У міру проходження гри рівні ускладнюються і вводяться нові вороги і механіки. Подібно до серії ігор Tomb Raider, вороги тут виглядають як смертоносні істоти, на зразок змій, ящірок і гігантських павуків. Кожен ворога має певну модель поведінки. У Lara Croft GO також є одноразові предмети, такі як списи. Збирати їх можна на рівнях і використовувати для того, щоб вбити супротивників на відстані. Інші механіки включають перешкоди, такі як валуни та пастки. Гравець може активувати важелі, які відкривають доріжки через рівень. Lara Croft GO також пропонує додаткові покупки, які являють собою підказки для головоломок та костюми для Лари.

## Розробка
Розробкою гри займалася канадська компанія Square Enix Montreal, відома завдяки грі для мобільних пристроїв (а згодом вийшла на інші платформи) Hitman GO. На момент анонсу Hitman GO, у студії відбулася реорганізація, під час якої її залишив майже весь склад розробників, окрім технічного директора Антуана Рутона та режисера гри Даніеля Лутца. Однак цей проект у серії ігор Hitman виявився дуже успішним і приніс студії великі прибутки. 
На хвилі успіху команда розробників вирішила створити нову покрокову гру за мотивами серії Tomb Rider. Розробкою займалися сім чоловік, які самі були знайомі з іграми серії Tomb Rider, тому в процесі створення гри вели співпрацю з Square Enix і Crystal Dynamics. Хоча нова гра створювалася подібно до Hitman GO, в ній було вирішено приділити більше уваги навколишньому середовищу та анімації, ніж вбивствам ворогів та естетиці настільної гри. Працюючи над ігровим світом, розробники брали за основу класичну серію. Команда відтворювала ігровий світ із пам'яті, не дивлячись різні матеріали з ігор Tomb Raider від 1996 до 2003 року. Незважаючи на те, що гра є покроковою головоломкою, розробники прагнули відтворити в грі моменти переслідування героїні гігантськими тварюками і валунами. Оскільки створення тимчасових обмежень у покроковій грі неможливо, розробники додали інші способи перешкод, на кшталт руйнівних статей, якими можна пройти лише один раз, чи обмеження кілька ходів, у разі активації деяких механізмів, чи переслідування тваринами.
Команда розробників також наголосила на ігровому процесі, дала можливість гравцеві самому вивчати нові локації та шукати шляхи до вирішення тих чи інших проблем та небезпек. Гра була створена на ігровому движку Unity, щоб її можна було випустити відразу на кількох мобільних платформах.
Анонс гри відбувся у червні 2015 року на прес-конференції Square Enix E3 2015. Гра була випущена 27 серпня 2015 року для мобільних операційних систем Android, iOS, Windows та Windows Phone.У 2020 році Lara Croft GO стала тимчасово безкоштовною на телефонах.

## Реакція
| Агрегатор  | Оцінка                   |
| ---------- | ------------------------ |
| Metacritic | iOS: 83/100, PS4: 84/100 |

| Видання                   | Оцінка |
| ------------------------- | ------ |
| Electronic Gaming Monthly | 5/10   |
| Game Informer             | 8/10   |
| IGN                       | 8.5/10 |

Гра одержала сприятливі відгуки від ігрових критиків. За версією сайту агрегатора Metacritic, середня оцінка гри на iOS склала 83 бали зі 100 можливих, на версії для PlayStation 4 - 84. Lara Craft GO була визнана найкращою грою для iPhone 2015 завдяки «її красі і хорошому дизайну», а також отримала премію The Game Awards, як краща мобільна гра року. Пізніше, 2016 року, Apple присудила грі премію Apple Design Awards. Критики високо оцінили Lara Craft GO за її художній стиль, дизайн головоломки та вірність франшизі Tomb Rider, проте розкритикували гру за швидке проходження та незбалансований рівень складності; частина журналістів визнала проходження надто простим, або надто складним.
Хлой Ред із IGN назвала гру видовищною, наділеною театральним духом і похвалив гру за її увагу до дрібних деталей. Ендрю Рейнер з Game Informer також похвалив гру за динамічність навколишнього світу та анімацію, а її графіку взагалі назвав найкращою для мобільної гри. Ред однак зауважив, що головоломки у грі недостатньо складні та їх можна швидко пройти. Одночасно, на думку Райнера, останні рівні (за участю змія) непропорційно складні.
Рек Карсілло з Electronic Gaming Monthly розкритикував художній стиль гри за її відхід від стилю настільної гри, як у Hitman GO і назвав Lara Craft GO «дешевою підробкою відомої франшизи». Хоча деякі головоломки, на думку Река, були гідними, гра загалом була нескладною і порекомендував її тим, хто є шанувальником оригінальної франшизи. Метт Пекхем з Wired додатково був обурений колекційними предметами гри, які на його думку були занадто потайливими, і гравець часто не помічатиме їх у міру проходження рівнів. Джаз Рігнелл з Eurogamer також помітив занадто швидке проходження гри, але за рахунок гарної графіки та опрацьованого навколишнього простору, Lara Croft GO на думку рецензента – ідеально збалансована та ідеальна для iOS гра, яка, на думку Рігнелла, створювалася під впливом іншої гри – Monument Valley.

### Продажі та нагороди
У травні 2022 року стало відомо, що кількість завантажень мобільних проектів Lara Croft та Guardian of Light, Lara Croft та Temple of Osiris, Lara Croft: Relic Run та Lara Croft GO перевищила 53 млн копій.
| Список нагород           | Список нагород                 | Список нагород |
| Нагорода                 | Категорія                      | Результат      |
| ------------------------ | ------------------------------ | -------------- |
| Apple Design Awards 2016 | Гра року                       | Перемога       |
| Apple's Best of 2015     | Гра року                       | Перемога       |
| The Game Awards 2015     | Найкраща мобільна гра          | Перемога       |
| IGN's Best of 2015       | Мобільна гра року              | Перемога       |
| D.I.C.E. Awards          | Мобільна гра року              | Номінація      |
| D.I.C.E. Awards          | Досягнення в художній області  | Номінація      |
| D.I.C.E. Awards          | Досягнення в ігровому напрямку | Номінація      |